# Willi Egger
Wilhelm „Willi“ Egger (* 7. Oktober 1932 in Murau; † 29. April 2008 in Murau) war ein österreichischer Skispringer und Nordischer Kombinierer.
Bis 1956 war Egger als Nordischer Kombinierer aktiv und startete bei den Olympischen Winterspielen 1956 in Cortina d’Ampezzo im Einzelwettbewerb. Am Ende belegte er den 16. Platz.
Nach den Spielen wechselte Egger zu den Spezialspringern. Ab Dezember 1956 startete er bei der Vierschanzentournee. Bei den Olympischen Winterspielen 1960 in Squaw Valley beendete er das Springen auf der Normalschanze punktgleich mit dem Kanadier Gerry Gravelle auf dem 34. Platz.
Bei den Skiweltmeisterschaften 1962 in Zakopane belegte er am 21. Februar auf der Normalschanze Rang 10 und am 27. Februar auf der Groß-Schanze Rang 7.
Seine erfolgreichste Vierschanzentournee absolvierte er 1961/62. Dabei gewann er in Innsbruck und Bischofshofen und stand am Ende auf dem 2. Platz in der Tournee-Gesamtwertung. Zuvor hatte er bereits das Neujahrsspringen am 1. Januar 1958 in Garmisch-Partenkirchen gewonnen. Am 18. März 1962 wurde er Zweiter am Holmenkollen.
Bei den Olympischen Winterspielen 1964 in Innsbruck trat er erneut für Österreich an und sprang auf der Normalschanze auf den 44. Platz. Auf der Großschanze sprang er auf den 12. Platz.